# Tiro com arco nos Jogos Paralímpicos de Verão de 2012
As competições de tiro com arco nos Jogos Paralímpicos de Verão de 2012 foram disputadas entre os dias 30 de agosto e 5 de setembro no The Royal Artillery Barracks, em Londres.
Competem atletas com diferentes deficiências, como amputações, paralisia ou tetraplegia. Os atletas são divididos em 3 classes, de acordo com o comprometimento motor e a deficiência de cada atleta:
ST: Atletas que não possuem deficiência nos membros superiores e que tenham algum grau de comprometimento motor nas pernas. Os atletas desta classe competem em pé ou sentados em uma cadeira normal;
W1: Atletas que sofrem de tetraplegia, com comprometimento motor nos braços e pernas, possuindo alcance limitado dos movimentos. Competem em uma cadeira de rodas;
W2: Atletas que sofrem de paraplegia, com comprometimento motor nas pernas. Também competem em cadeira de rodas. 

## Calendário
| Agosto/setembro | 29 | 30 | 31 | 1 | 2 | 3 | 4 | 5 | 6 | 7 | 8 | 9 |
| --------------- | -- | -- | -- | - | - | - | - | - | - | - | - | - |
| Tiro com arco   |    |    |    |   |   | 4 | 3 | 2 |   |   |   |   |

|  | Dia de competição |  | Dia de final |

| Q | Fase de qualificação | E | Eliminatórias | ¼ | Quartas de final | ½ | Semifinais | F | Final |

| Prova↓/Data →                               | Qui 30 | Sex 31 | Sáb 1 | Dom 2 | Seg 3 | Seg 3 | Ter 4 | Ter 4 | Qua 5 | Qua 5 | Qua 5 |
| ------------------------------------------- | ------ | ------ | ----- | ----- | ----- | ----- | ----- | ----- | ----- | ----- | ----- |
| Arco composto individual masculino - Aberto | Q      | E      |       | ¼     | ½     | F     |       |       |       |       |       |
| Arco composto individual masculino - W1     | Q      | E      | ¼     |       | ½     | F     |       |       |       |       |       |
| Arco recurvo individual masculino - Em pé   | Q      |        | E     | ¼     | ½     | F     |       |       |       |       |       |
| Arco recurvo individual masculino - W1/W2   | Q      | E      | ¼     |       | ½     | F     |       |       |       |       |       |
| Arco recurvo por equipes masculinas         |        |        |       |       |       |       |       |       | ¼     | ½     | F     |
| Arco composto individual feminino - Aberto  | Q      | E      |       | ¼     |       |       | ½     | F     |       |       |       |
| Arco recurvo individual feminino - Em pé    | Q      |        | E     | ¼     |       |       | ½     | F     |       |       |       |
| Arco recurvo individual feminino - W1/W2    | Q      | E      | ¼     |       |       |       | ½     | F     |       |       |       |
| Arco recurvo por equipes femininas          |        |        |       |       |       |       |       |       | ¼     | ½     | F     |

## Quadro de Medalhas
Masculino
| Prova                             | Classe                            | Ouro                                                  | Prata                                                     | Bronze                                        |
| --------------------------------- | --------------------------------- | ----------------------------------------------------- | --------------------------------------------------------- | --------------------------------------------- |
| Arco composto individual detalhes | Aberto detalhes                   | Jere Forsberg FIN Finlândia                           | Matt Stutzman USA Estados Unidos                          | Doğan Hancı TUR Turquia                       |
| Arco composto individual detalhes | W1 detalhes                       | Jeff Fabry USA Estados Unidos                         | David Drahonínský CZE República Checa                     | Norbert Murphy CAN Canadá                     |
| Arco recurvo individual detalhes  | Em pé detalhes                    | Timur Tuchinov RUS Rússia                             | Oleg Shestakov RUS Rússia                                 | Mikhail Oyun RUS Rússia                       |
| Arco recurvo individual detalhes  | W1/W2 detalhes                    | Oscar De Pellegrin ITA Itália                         | Hasihin Sanawi MAS Malásia                                | Tseng Lung-hui TPE Taipé Chinês               |
| Arco recurvo por equipes detalhes | Arco recurvo por equipes detalhes | Mikhail Oyun Oleg Shestakov Timur Tuchinov RUS Rússia | Jung Young-Joo Kim Suk-Ho Lee Myeong-Gu KOR Coreia do Sul | Cheng Changjie Dong Zhi Li Zongshan CHN China |

Feminino
| Prova                             | Classe                            | Ouro                                                    | Prata                                         | Bronze                                                     |
| --------------------------------- | --------------------------------- | ------------------------------------------------------- | --------------------------------------------- | ---------------------------------------------------------- |
| Arco composto individual detalhes | Aberto detalhes                   | Danielle Brown GBR Grã-Bretanha                         | Mel Clarke GBR Grã-Bretanha                   | Marina Lyzhnikova RUS Rússia                               |
| Arco recurvo individual detalhes  | Em pé detalhes                    | Yan Huilan CHN China                                    | Lee Hwa-Sook KOR Coreia do Sul                | Milena Olszewska POL Polônia                               |
| Arco recurvo individual detalhes  | W1/W2 detalhes                    | Zahra Nemati IRI Irã                                    | Elisabetta Mijno ITA Itália                   | Li Jinzhi CHN China                                        |
| Arco recurvo por equipes detalhes | Arco recurvo por equipes detalhes | Kim Ran-Sook Ko Hee-Sook Lee Hwa-Sook KOR Coreia do Sul | Gao Fangxia Xiao Yanhong Yan Huilan CHN China | Razieh Shir Mohammadi Zahra Javanmard Zahra Nemati IRI Irã |

## Quadro de medalhas
| Ordem | País                | Medalha de ouro | Medalha de prata | Medalha de bronze |    |
| ----- | ------------------- | --------------- | ---------------- | ----------------- | -- |
| 1     | RUS Rússia          | 2               | 1                | 2                 | 5  |
| 2     | KOR Coreia do Sul   | 1               | 2                |                   | 3  |
| 3     | CHN China           | 1               | 1                | 2                 | 4  |
| 4     | GBR Grã-Bretanha    | 1               | 1                |                   | 2  |
| 4     | ITA Itália          | 1               | 1                |                   | 2  |
| 4     | USA Estados Unidos  | 1               | 1                |                   | 2  |
| 7     | IRI Irã             | 1               |                  | 1                 | 2  |
| 8     | FIN Finlândia       | 1               |                  |                   | 1  |
| 9     | CZE República Checa |                 | 1                |                   | 1  |
| 9     | MAS Malásia         |                 | 1                |                   | 1  |
| 11    | CAN Canadá          |                 |                  | 1                 | 1  |
| 11    | POL Polônia         |                 |                  | 1                 | 1  |
| 11    | TPE Taipé Chinês    |                 |                  | 1                 | 1  |
| 11    | TUR Turquia         |                 |                  | 1                 | 1  |
| TOTAL | TOTAL               | 9               | 9                | 9                 | 27 |